# Plymouth, Minnesota
Plymouth là thành phố lớn thứ 6 ở tiểu bang Minnesota. Thành phố có cự ly 15 dặm (24 km) về phía tây bắc trung tâm Minneapolis ở quận Hennepin, thành phố là ngoại ô lớn thứ nhì của Minneapolis-Saint Paul - một vùng đô thị có 3,2 triệu dân. Dân số thành phố năm 2009 là 72.878 người.
Theo xếp hạng của Money thì thành phố này là nơi tốt nhất để sinh sống trong năm 2008. Plymouth là quê của Amy Klobuchar.
Từng có tên gọi là Medicine Lake, tên gọi của thành phố đã được Hội đồng quận Hennepin chọn như hiện nay.